# Serge Carrère
Pour les articles homonymes, voir Carrère.
 (janvier 2019).
Serge Carrère, né à Toulouse (Haute-Garonne, France) le 13 janvier 1958, est un dessinateur français de bandes dessinées.

## Biographie
Après des études scientifiques et un passage aux Arts plastiques à Aix-en-Provence, il se lance comme dessinateur. Il participe à diverses revues comme Circus, Fripounet, Pif, Mikado. Il publie ensuite, à partir de septembre 1983 aux Éditions Milan, deux séries : Coline Maillard et Rémi Forget. Dans les pages de Spirou, il illustre les mésaventures d'un vétérinaire, S.O.S. Véto. Avec Christophe Arleston, il crée sa série la plus connue : Léo Loden, qui raconte les aventures d'un détective privé à Marseille. Avec Crisse, il publie la trilogie de Private Ghost aux éditions Soleil. Il publie ensuite avec Weissengel une série de science-fiction, L'Héritier des étoiles, aux éditions Vents d'Ouest. Chez Bamboo, il réalise depuis 2010 les dessins des Scientiflics.
Il officie également en tant que scénariste sur des séries telles que Cerbères, chez Soleil Productions, Les Quatre Quarts, chez 12 bis, l'école Crinoline ou encore Les Elfées chez Milan et Dargaud.
Depuis 2014, il reprend le personnage d'Achille Talon créé par Greg, à l'aide de Fabcaro au scénario. Trois tomes sont parus en quatre ans, aux Éditions Dargaud, sous le titre Les impétueuses tribulations d'Achille Talon.

## Publications

### Collectifs
- Rocky Luke, Vents d'Ouest, 1985
- Parodies T.3 Vingt ans après, Soleil, 1990
- Animaux sous bulles, A.LI.EN, 1993
- Uderzo croqué par ses amis, Soleil, 1996
- Au loup, A.LI.EN, 1997
- Chirac dans tous ses états, Pictoris, 1997
- Le Père Noël dans ses petits souliers, Pictoris, 1997
- C'est fou le foot sans les règles, Pictoris, 1998
- Jospin dans tous ses états, Pictoris, 1998
- Astérix et ses amis, Éditions Albert René, 2007

## Prix
- Prix Humour au festival de Solliès-Ville 1993 pour Léo Loden T.3 : Adieu ma joliette
- Prix Jeunesse au festival d’Illzach 1994 et prix Microfolie’s au festival de Maisons-Laffitte pour Léo Loden T.4 : Grillade provençale
- Prix Talent de Sud pour Léo Loden T.5 : Pizza aux pruneaux
- Prix au festival de DB'Essonne 2001 pour Private Ghost T.1 : Red Label Voodoo
- Prix Humour au festival de Solliès-Ville 2006 pour Léo Loden T.17 : Hélico pesto
- Prix Humour au Salon européen de Nîmes 2012 pour Les scientiflics